# Otto Kandler
Otto Kandler (Deggendorf, Baviera, 23 de outubro de 1920 – Munique, Baviera, 29 de agosto de  2017) foi um botânico e microbiologista alemão. Durante sua carreira, Kandler investigou principalmente tópicos relacionados a fotossíntese, metabolismos de carboidratos em plantas, analises da estrutura de paredes celulares bacterianas, a sistemática do gênero bacteriano Lactobacillus e a quimiotaxonomia de plantas e microrganismos.
Seus estudos apresentarão a primeira evidência experimental da existência de fotofosforilação in vivo. Ao descobrir diferenças básicas entre as paredes celulares de bactérias e arqueias, Kandler ficou convencido de que as arqueias representavam um grupo de organismos distintos das bactérias, sendo um dos primeiro pesquisadores a estudar sobre Archea na Alemanha. Esta descoberta também foi a base para o inicio de sua colaboração com Carl Woese. Em 1990, os dois propuseram a separação dos organismos em três domínios taxonômicos: Bacteria, Archaea e Eukaryota. Com base em seu interesse na diversificação e evolução inicial da vida no planeta, Kandler formulou a teoria pré-celular, sugerindo que os três domínios da vida nao emergiram de último ancestral comum universal mas de uma população de pré-células.

## Vida pessoal e educação
Otto Kandler nasceu em 23 de outubro de 1920 em Deggendorf, Baviera. Seu interesse por plantas e a natureza foi despertado durante sua infância, enquanto ajudava seu pai, que era jardineiro, com seu trabalho. Frequentou a educação básica por oito anos. Aos 12 anos de idade leu sobre Charles Darwin pela primeira vez.